# Sara Forsberg
Sara Maria Forsberg, född 2 maj 1994 i Jakobstad i Finland, är en finländsk sångerska, låtskrivare, YouTube-personlighet och TV-presentatör.

## Tidig karriär
Den 3 mars 2014 laddade Forsberg upp en video med titeln "What Languages Sound Like to Foreigners" (på svenska ungefär "Så låter språk för utlänningar") på sin YouTube-kanal Smoukahontas Official (som senare har ändrats till SAARA). I juni 2018 hade videon setts över 20 miljoner gånger. Hennes förmåga att efterlikna brytningar från japanska, estuaryengelska, engelska med kalifornisk brytning, svenska, franska, arabiska och spanska med påhittade ord uppmärksammades av media i flera länder.
I november 2017 hade hennes YouTube-kanal mer än en miljon prenumeranter och över 100 miljoner visningar.

## Sångkarriär
Som sångerska skrev hon kontrakt med skivbolaget Capitol Records år 2014 och släppte sin debutsingel Ur Cool i april 2015, som nådde topplistan i Finland. Hon sade upp kontraktet med Capitol Records år 2016 efter oenigheter med skivbolaget och hennes producent.
Forsberg har fortsatt att släppa musik som en oberoende artist i anslutning till Universal Music Group. 